# Compus organosilicic

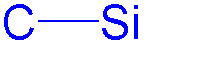
Legătura carbon–siliciu prezentă în toți compușii organosilicici

Compușii organosilicici sunt compuși organici care conțin siliciu, sub formă de legătură covalentă carbon–siliciu (carbura de siliciu este considerat compus anorganic). Există o similitudine mare între compușii organici (în special hidrocarburile) și cei organosilicici.

## Utilizare și răspândire

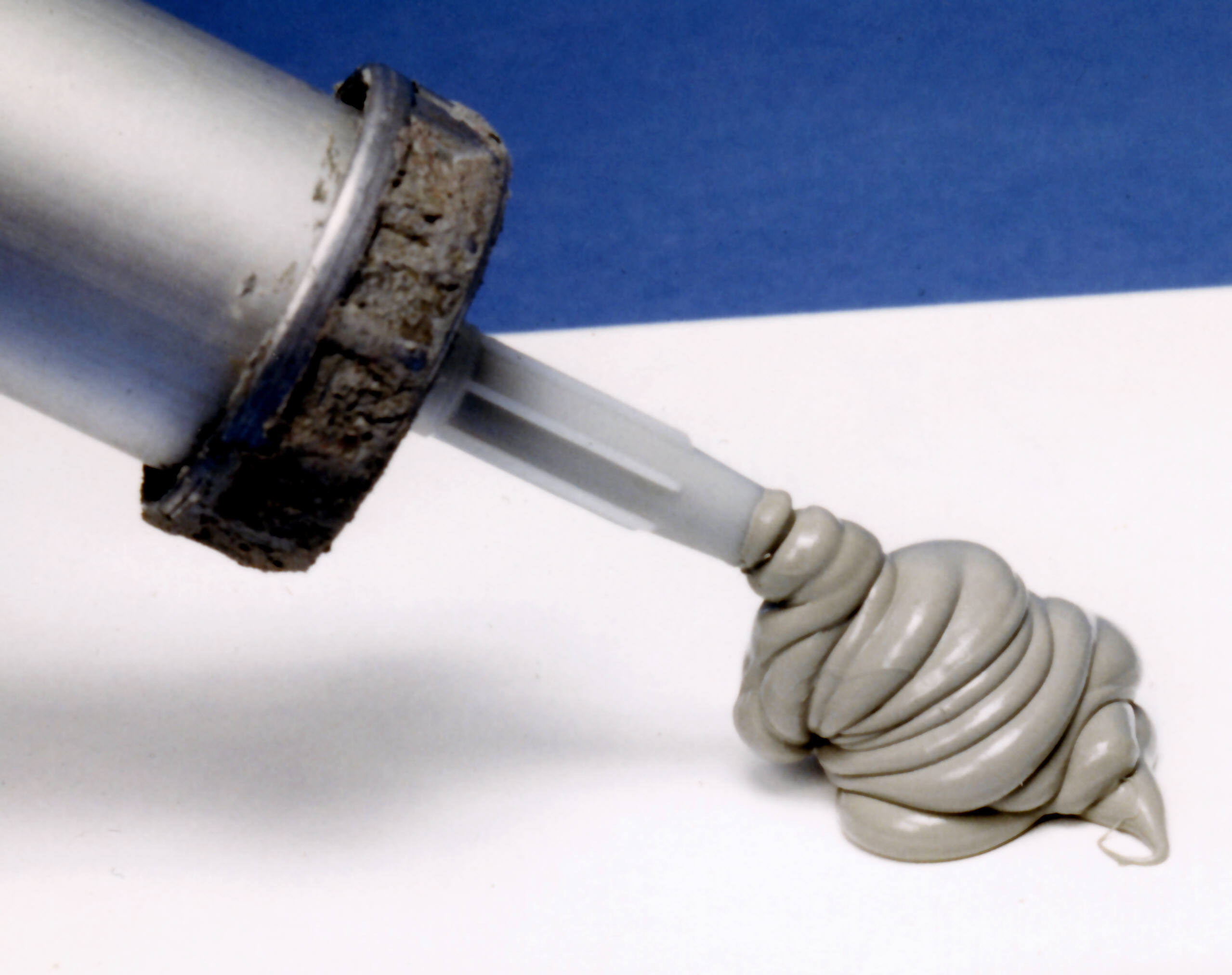
Pastă siliconică.

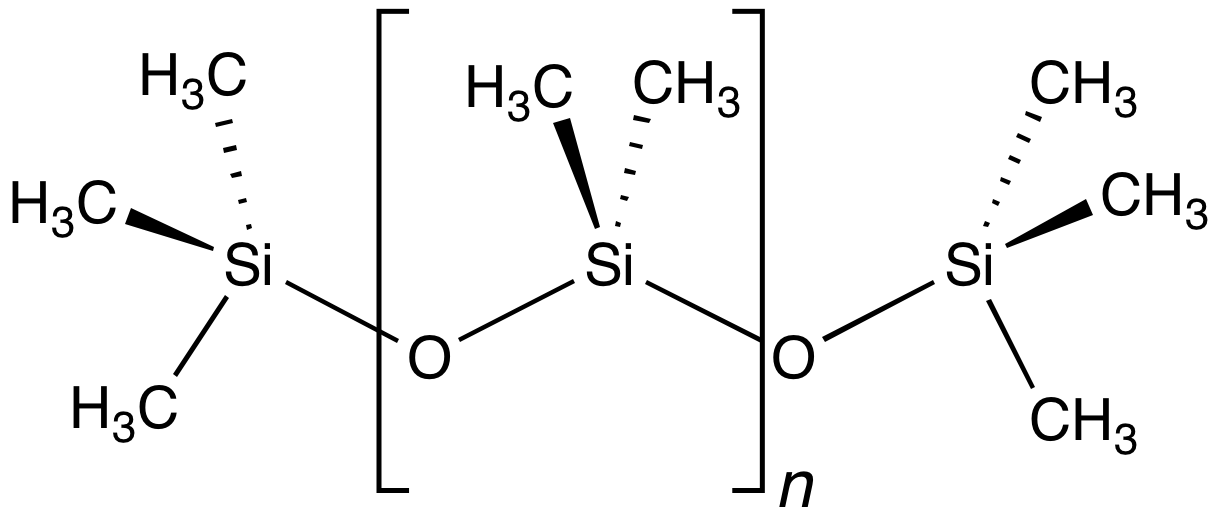
Polidimetilsiloxanul (PDMS) este componentul principal al siliconelor.

Compușii organosilicici sunt utilizați în multe produse comerciale, exemple fiind: antispumanți, adezivi și materiale de acoperire din siliconi (polisiloxani). Mai sunt utilizați în agricultură, de obicei în asociere cu ierbicide și fungicide.

### Biologie și medicină
Chiar dacă legăturile carbon-siliciu nu sunt prezente în organismele vii, s-a reușit utilizarea artificială a unor enzime pentru a crea astfel de legături în microorganismele vii. Pe de altă parte, silicații sunt prezenți în diatomee. Silafluofen este un compus organosilicic utilizat ca insecticid. De asemenea, câțiva astfel de compuși au fost investigați ca posibile medicamente.